# Departamento de Filingue
Filingué es un departamento situado en la región de Tillabéri, de Níger. En diciembre de 2012 presentaba una población censada de 306 726 habitantes. Su chef-lieu es Filingué.
Se ubica en el este de la región.

## Subdivisiones
Está formado por cuatro comunas, que se muestran asimismo con población de diciembre de 2012:
Comunas urbanas
- Filingué (92 097 habitantes)

Comunas rurales
- Imanan (38 783 habitantes)
- Kourfèye (66 855 habitantes)
- Tondikandia (108 991 habitantes)

Hasta la reforma territorial de 2011, se incluían también en este departamento las comunas rurales de Abala y Sanam, que actualmente forman el departamento de Abala, y la de Tagazar, que actualmente forma por sí sola el "departamento de Balleyara".